# Quandre Diggs
Quandre Diggs (Angleton, Texas, 22 de enero de 1993) es un jugador profesional estadounidense de fútbol americano que se desempeña en la posición de safety en Tennessee Titans, equipo de la National Football League (NFL).

## Carrera
Fue seleccionado en la sexta ronda en la Reunión Anual de Selección de Jugadores de la NFL de 2015. Hizo su debut profesional con el equipo Detroit Lions, en el cual jugó cinco temporadas (2015-2019), después pasó a Seattle Seahawks (2019-2024), posteriormente a Tennessee Titans.